# (28711) Oliverburnett
(28711) Oliverburnett est un astéroïde de la ceinture principale d'astéroïdes.

## Description
(28711) Oliverburnett est un astéroïde de la ceinture principale d'astéroïdes. Il fut découvert le 7 avril 2000 à Socorro (Nouveau-Mexique) par le projet LINEAR. Il présente une orbite caractérisée par un demi-grand axe de 2,38 UA, une excentricité de 0,11 et une inclinaison de 3,7° par rapport à l'écliptique.

## Compléments